# Amphoe Thung Fon
Amphoe Thung Fon (Thai อำเภอ ทุ่งฝน) ist ein Landkreis (Amphoe – Verwaltungs-Distrikt) im Osten der Provinz Udon Thani. Die Provinz Udon Thani liegt im nordwestlichen Teil des Isan, der Nordostregion von Thailand.

## Geographie
Benachbarte Bezirke (von Süden im Uhrzeigersinn): die Amphoe Nong Han, Phibun Rak und Ban Dung in der Provinz Udon Thani, sowie die Amphoe Sawang Daen Din der Provinz Sakon Nakhon.

## Geschichte
Thung Fon wurde am 1. Juli 1976 zunächst als Kleinbezirk (King Amphoe) eingerichtet, als die beiden Tambon Thung Fon und Thung Yai vom Amphoe Nong Han abgetrennt wurden. 
Die Heraufstufung zum vollen Amphoe erfolgte am 21. Mai 1990.

## Verwaltung

### Provinzverwaltung
Amphoe Thung Fon ist in vier Gemeinden (Tambon) eingeteilt, welche wiederum in 37 Dörfer (Muban) unterteilt sind. 
| No. | Name          | Thai    | Muban | Einw.  |
| --- | ------------- | ------- | ----- | ------ |
| 1.  | Thung Fon     | ทุ่งฝน    | 13    | 12.769 |
| 2.  | Thung Yai     | ทุ่งใหญ่   | 10    | 09.368 |
| 3.  | Na Chum Saeng | นาชุมแสง | 08    | 06.164 |
| 4.  | Na Thom       | นาทม    | 06    | 03.492 |

### Lokalverwaltung
Es gibt zwei Kleinstädte (Thesaban Tambon) im Landkreis:
- Thung Fon (Thai: เทศบาลตำบลทุ่งฝน), bestehend aus Teilen des Tambon Thung Fon,
- Thung Yai (Thai: เทศบาลตำบลทุ่งใหญ่), bestehend aus dem gesamten Tambon Thung Yai.

Außerdem gibt es drei „Tambon Administrative Organizations“ (TAO, องค์การบริหารส่วนตำบล – Verwaltungs-Organisationen) für die Tambon im Landkreis, die zu keiner Stadt gehören.